# تايلر كارتر
تايلر كارتر (بالإنجليزية: Tyler Carter)‏ هو مغني أمريكي، ولد في 30 ديسمبر 1991 في سواني في الولايات المتحدة.

## وصلات خارجية
- الموقع الرسمي
- تايلر كارتر على موقع ميوزك برينز (الإنجليزية)
- تايلر كارتر على موقع أول ميوزيك (الإنجليزية)
- تايلر كارتر على موقع ديسكوغز (الإنجليزية)